# Mishima (Kagoshima)
Mishima (三島村?) è un villaggio giapponese della prefettura di Kagoshima.